# Willa „Kaprys”
Willa „Kaprys” – zabytkowa willa zlokalizowana w Grodzisku Mazowieckim, przy ulicy Okólnej 1.

## Opis i położenie
Willa znajduje się w grodziskiej części miasta o nazwie Kaprys, przy ulicy Okólnej 1. Budynek otacza park, w którym znajdują się m.in. stajnia, budynek gospodarczy, figury z piaskowca i staw. Od frontowej strony willi znajduje się dwupoziomowy taras wsparty na dwóch kolumnach.

## Historia
Tereny, na których znajduje się budynek i park go otaczający, pierwotnie należały do majątku hr. Skarbka. Willa została zbudowana prawdopodobnie w latach 1884–1886. Dnia 3/15 lipca 1898 roku, hr. Skarbek sprzedał część swojego majątku (łącznie 4 ha 85 ar 38 m²) Bronisławowi Turkowskiemu, za kwotę 900 rubli. Bronisław Turkowski oficjalnie właścicielem willi był do roku 1901, kiedy to za kwotę 18 tysięcy rubli budynek nabył Michał Orlikowski, syn Karola Orlikowskiego. Właścicielem willi „Kaprys” w okresie międzywojennym był Einhardt, którego imię nie zostało do końca ustalone. Późniejszymi właścicielami willi byli Józef Leśnowski oraz Maria i Ryszard Rozumscy. 
Od końca lat 90. XX wieku willa była odnawiana. Obecnie w zabytkowym budynku mieści się sala bankietowa.

## Nazwa
Według legendy willę miał wybudować rosyjski generał dla swojej kochanki, spełniając tym jej kaprys, stąd miała wziąć się nazwa budynku. Natomiast według wpisu w księdze hipotecznej willa zawdzięcza swoją nazwę jednemu z jej właścicieli – Bronisławowi Turkowskiemu.